# Rhipidoxylomyia rubella
Rhipidoxylomyia rubella är en tvåvingeart som beskrevs av Boris Mamaev 1964. Rhipidoxylomyia rubella ingår i släktet Rhipidoxylomyia och familjen gallmyggor. Inga underarter finns listade i Catalogue of Life.